# Марія Ковнацька
Марія Людвіка Ковнацька (пол. Maria Ludwika Kownacka; 11 вересня 1894, Слуп — 27 лютого 1982, Варшава) — польська письменниця, перекладачка з російської мови, авторка дитячих п'єс та радіопередач, вчителька, бібліотекарка. Створювала свої п'єси на основі польського фольклору. У її дидактичних казках завжди присутній елемент гри.

## Життєпис
Народилася 11 вересня 1894 року в Слупі. У середній школі навчалася у Варшаві. Слабке здоров'я та недостатня матеріальна допомога з боку родини не дозволили їй завершити навчання. У 1912 році сімнадцятирічна письменниця стала працювати вчителькою Денбовій Гурі Кутновській. У 1915 році під час Першої світової війни евакуювалася до Мінська, де організувала освітню роботу. 1918—1919 — повернулася до Кживди, де організувала там першу офіційну народну школу. У цей час написала чималу кількість невеличких творів для дітей. У 1919 році переїздить до Варшави, працює секретаркою пресслужби, а також співпрацює з журналом «Вогник». Згодом до 1939 року працює бібліотекаркою у Бібліотеці Міністерства Сільськогосподарських Реформ. У 1928 році спів організовує ляльковий театр «Бай», для якого сама пише сценарії. У 1931 за ініціативи Яніни Поражінської пише для «Вогника» серію оповідань про Пластуся. Ці історії згодом ляжуть в основу «Пластусевого щоденника». 1936 — виходить книга «Пластусевий щоденник», що після війни пережила 20 перевидань. Перед Другою світовою війною письменниця мешкала у Варшаві (за тією адресою, де вона мешкала, зараз знаходиться її музей та відділ Музею Дитячої Книжки).
Мріяла про власний будиночок. Планувала побудувати його у Ломянках, але війна та повоєнні роки завадили здійснитися цій мрії. У 1958 році на цьому місті таки спорудили будинок, який авторка назвала Пластусьово. Тут вона займалася своїм хобі — ткацтвом гобеленів, створенню мідної біжутерії. Також вивчала птахів. Під час окупації перебувала в селі, де потай провадила освітню діяльність. 1946 року повернулася на роботу до Сільськогосподарського Міністерства, багато пише, видає твори, написані під час війни, та сценарії, писані для театру ляльок. У 1948 році письменницю відзначили «Срібним Хрестом за Заслуги». У 1950 році виходить на пенсію і займається виключно літературною діяльністю, зустрічається з читачами. У 1951 році отримує І премію міста Варшави у конкурсі Міністра Культури та Мистецтв за творчі здобутки. 1952 рік — отримує Хрест Офіцерський Ордену Відродження Польщі за творчість та діяльність за останні сорок років. З 1953 року займається активно охороною природи. У 1956 році отримує літературну нагороду президента Ради Міністрів за педагогічну діяльність та літературну творчість для дітей та молоді. У 1957 році виходить продовження історій про Пластуся — «Пластусеві пригоди». 1975 року письменниця отримує «Медаль Народної Освітньої Комісії» за заслуги в освіті та вихованні. Померла 27 лютого 1982 року у Варшаві, там і похована.

## Творчість
Особливістю творів М. Ковнацької є легкий гумор та гра. Сміх відіграє важливу роль у житті дитини, як і плач, він супроводжує її від самого народження. Завдяки усмішці дитина виходить на контакт із соціумом. А здатність дитини розуміти комізм та реагувати на нього свідчить про емоційний та інтелектуальний розвиток дитини.
Вірші, оповідки, повісті Марії Ковнацької живі, кольорові, у них представлені відомості про життя та природу, вони містять чимало виховних аспектів, але без моралізаторства, надмірного пафосу та зверхності. Авторка вибирає доступну форму оповіді, що дозволяє їй встановити безпосередній контакт з дітьми. Про це свідчать і листи дітей до авторки. Так, після виходу у світ книги про Пластуся чимало хлопчиків просило її, щоб Пластуся виліпив хлопчик, а не дівчинка, бо тоді з ним траплялося би більше пригод.
«Кайткові пригоди» — це книжка про пригоди лелеки. Водночас казка знайомить маленького читача з сільським побутом, його плюсами та мінусами. Це гумористичний щоденник лелеки, що вміє говорити, думати, спостерігати та приятелює з людьми. Матеріал до книжки «Рогась з Долини Розтоків» Ковнацька зібрала під час літнього відпочинку у Ритжі у 1955 році. Письменниця знайомить дітей з долею козенятка Рогася, а сама дія розгортається на тлі розкішної карпатської природи. До написання «Надхмарної школи» письменницю наштовхнули розповіді її молодого колеги Мічеслава Ломницького, що вчителював у школі в Нємсовє. Ця школа знаходиться дуже високо у горах, де напади диких тварин є не екзотикою, а частиною реального життя. У доробку письменниці є чимало віршиків-забавлянок, які увійшли до збірки «Півники на рушнику» (1936). Основна ідея — пропагувати ідею особистої гігієни. Одним з головних героїв є чашка для чищення зубів. Це одна з особливостей письменниці — легко та невимушено писати про речі, що повинні вчити та виховувати дітей. Один із засобів — залучення здобутків народної творчості — прислів'їв та приказок. Як-от у книжці «Як миша під віником» (1947 рік)